# Tomáš Verner
Tomáš Verner (* 3. června 1986, Písek) je bývalý český krasobruslař, mistr Evropy z roku 2008. Jako moderátor uvádí pořad Škoda olympijské jízdy, který je součástí Olympijského magazínu na ČT sport, a také pořad V centru na TV Seznam.cz.
Dne 14. března 2020 se v bývalém augustiniánském klášteře v Borovanech oženil s bývalou americkou krasobruslařkou s thajskými kořeny Charity „Tammy“ Sutanovou. Oddávajícím byl jeho otec, radní města. Dne 20. září 2020 se manželům narodil syn Tomáš a 29. dubna 2022 druhý syn Timothy.
V roce 2021 se zúčastnil jedenácté řady soutěže StarDance …když hvězdy tančí. Jeho taneční partnerkou byla Kristýna Coufalová. Zde se umístili na 3. místě.

## Sportovní kariéra
Na mistrovství Evropy roku 2007 předvedl krátký program na skladbu Tokáta a fuga d-moll od Johanna Sebastiana Bacha. Startoval s číslem 32 a do krátkého programu vyjel jako poslední. Náskok na největšího favorita – Francouze Briana Jouberta (mistr světa 2007) – však ve volné jízdě neudržel, mj. kvůli pádu při čtverném toeloopu, a díky třetí nejlepší volné jízdě dne (po Joubertovi a Belgičanu van der Perrenovi) v celkovém pořadí obsadil druhé místo.
Největším dosavadním sportovním úspěchem Tomáše Vernera je zisk zlaté medaile na Mistrovství Evropy v krasobruslení 2008 v Záhřebu, čímž navázal na předchozí stříbrný úspěch z Varšavy. Ziskem 232,67 bodů porazil Švýcara Lambiela i třetího Francouze Jouberta.
Na jaře 2009 figuroval na 1. místě světového žebříčku krasobruslařů.[zdroj?] Na Mistrovství Evropy v krasobruslení 2011 v Bernu získal bronzovou medaili.
V roce 2011 byl kritizován Ministerstvem zahraničních věcí za to, že bruslil na exhibici při příležitosti narozenin severokorejského diktátora Kim Čong-ila. Verner sám však tvrdí, že do KLDR jel „zpestřit život lidem, kteří to potřebují“.
Startoval na Zimních olympijských hrách 2006 (18. místo), 2010 (19. místo) a 2014 (11. místo). Po svém závodě na ZOH v Soči ukončil v únoru 2014 sportovní kariéru. Kvůli odloženému exhibičnímu turné s Jevgenijem Pljuščenkem se dodatečně rozhodl startovat ještě na Mistrovství světa 2014 v Tokiu, kde se umístil na 10. příčce a kde se závodním krasobruslením definitivně skončil.

## Galerie

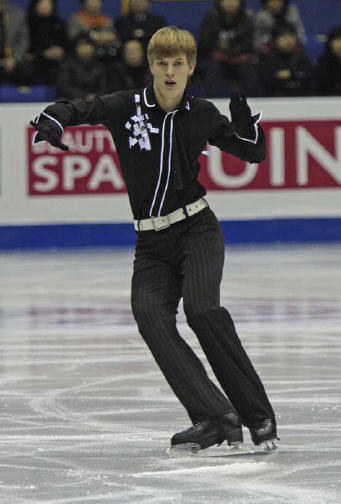
Tomáš Verner na ledě v roce 2008

## Přehled výsledků
| Soutěž \ Sezóna                   | 2000/01 | 2001/02 | 2002/03 | 2003/04 | 2004/05     | 2005/06 | 2006/07 | 2007/08 | 2008/09 | 2009/10 | 2010/11 | 2011/12   | 2012/13 | 2013/14 |
| --------------------------------- | ------- | ------- | ------- | ------- | ----------- | ------- | ------- | ------- | ------- | ------- | ------- | --------- | ------- | ------- |
| Zimní olympijské hry              |         |         |         |         |             | 18.     |         |         |         | 19.     |         |           |         | 11.     |
| Mistrovství světa                 |         | 26.     | 22.     | 19.     | 16. (kval.) | 13.     | 4.      | 15.     | 4.      |         | 12.     | 16.       | 21.     | 10.     |
| Mistrovství Evropy                |         | 14.     |         | 10.     |             | 10.     | 2.      | 1.      | 6.      | 10.     | 3.      | 5.        | 11.     | 7.      |
| Mistrovství České republiky       | 2.      | 1.      | 1.      | 1.      |             | 1.      | 1.      | 1.      |         | 2.      | 1.      | 1.        | 1.      | 1.      |
| Finále Grand Prix                 |         |         |         |         |             |         |         |         | 4.      | 6.      | 5.      |           |         |         |
| GP: Kanadská brusle               |         |         |         |         |             |         | 5.      |         |         |         |         |           |         |         |
| GP: Trofej Erika Bomparda         |         |         |         |         |             |         |         | 6.      |         | 2.      |         |           | 8.      |         |
| GP: Ruský pohár                   |         |         |         |         |             |         | 4.      |         | 2.      |         | 1.      | odstoupil |         |         |
| GP: NHK trofej                    |         |         |         |         |             |         |         | 2.      |         |         |         | 5.        |         |         |
| GP: Čínský pohár                  |         |         |         |         |             |         |         |         | 3.      |         | 3.      |           |         |         |
| GP: Americká brusle               |         |         |         |         |             |         |         |         |         | 5.      |         |           | 8.      |         |
| Ice Challenge                     |         |         |         |         |             |         |         |         |         | 1.      |         |           |         |         |
| Trofej Finska                     |         |         |         |         | 6.          |         |         | 1.      |         |         |         |           |         |         |
| Trofej Nebelhornu                 |         |         |         |         |             | 3.      | 1.      | 3.      | 4.      |         |         |           | 6.      |         |
| Memoriál Karla Schäfera           |         |         | 11.     |         |             | 1.      | 2.      |         | 3.      |         |         |           |         |         |
| Memoriál Ondreje Nepely           |         |         |         |         |             | 3.      |         |         |         |         |         |           | 3.      | 1.      |
| Bofrost Cup                       |         |         |         | 6.      |             |         |         |         |         |         |         |           |         |         |
| Cup of Nice                       |         |         |         |         |             |         |         |         |         |         |         |           |         | 1.      |
| Mistrovství světa juniorů         | 17.     |         |         | 14.     |             |         |         |         |         |         |         |           |         |         |
| ISU Grand Prix juniorů, finále    |         |         | 7.      | 6.      |             |         |         |         |         |         |         |           |         |         |
| ISU Grand Prix juniorů, Bulharsko |         |         |         | 2.      |             |         |         |         |         |         |         |           |         |         |
| ISU Grand Prix juniorů, Česko     |         |         |         | 1.      |             |         |         |         |         |         |         |           |         |         |
| ISU Grand Prix juniorů, Itálie    |         |         | 5.      |         |             |         |         |         |         |         |         |           |         |         |
| ISU Grand Prix juniorů, Německo   |         |         | 2.      |         |             |         |         |         |         |         |         |           |         |         |